# قائمة مواقع التراث العالمي في اليمن

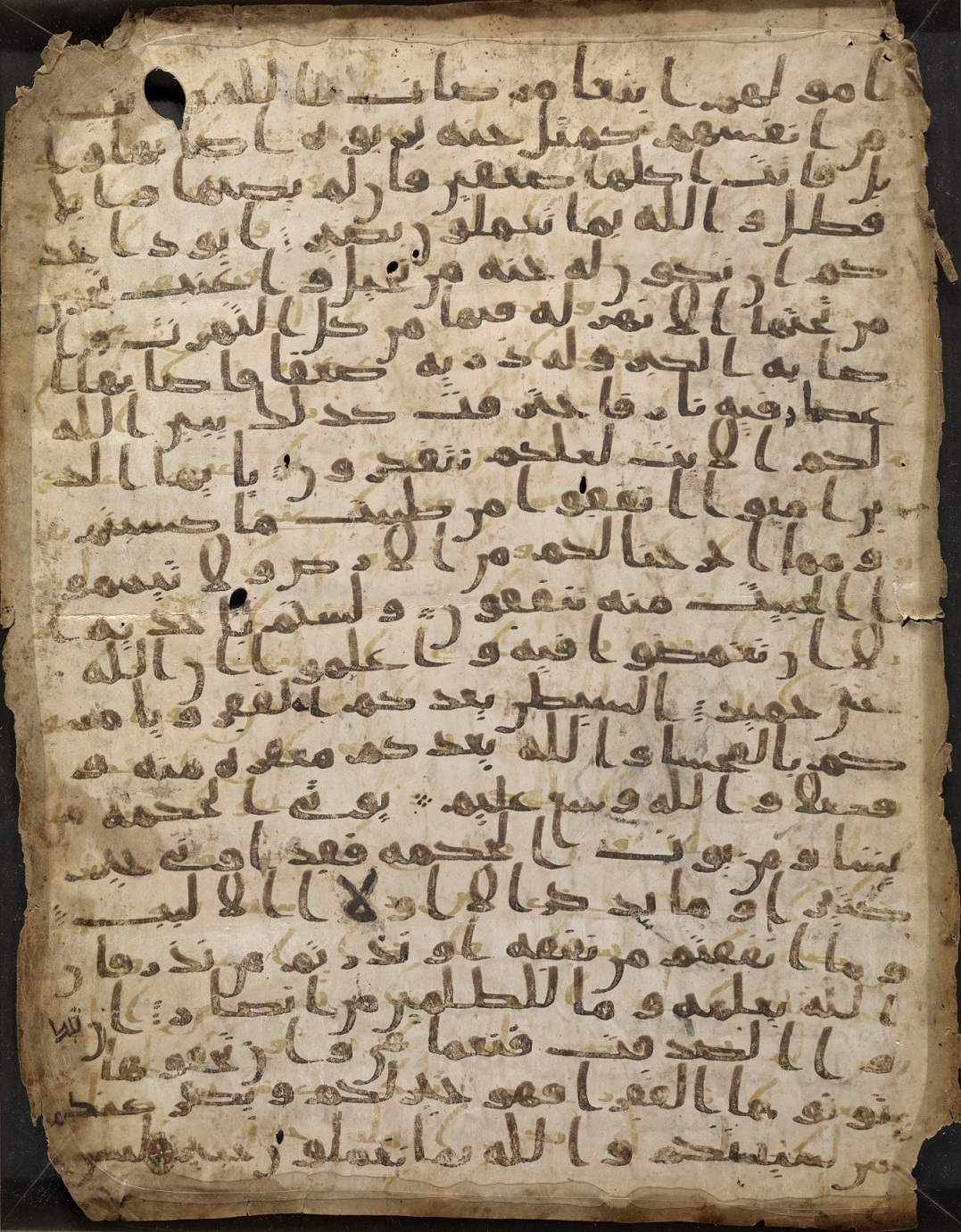
ورقة «ستانفورد» من طرس صنعاء. النص العلوي يغطي الآيات 265-271 من سورة البقرة

مواقع التراث العالمي هي معالم تقوم لجنة التراث العالمي التابعة لمنظمة الأمم المتحدة للتربية والعلم والثقافة (يونسكو) بترشيحها ليتم إدراجها ضمن برنامج مواقع التراث الإنساني العالمي. هذه المعالم قد تكون طبيعية، كالغابات وسلاسل الجبال، وقد تكون من صنع بشري، كالمعالم المعمارية من جسور أو سدود ومدن وغيرها، وقد تجمع بين الاثنين. ويعتمد الاختيار على عشرة شروط، ستة منها ثقافية وأربعة طبيعية. وبحسب معاهدة مواقع التراث العالمي يحق لأي بلد عضو في اليونسكو ترشيح المواقع الطبيعية والثقافية لتوضع على لائحة التراث العالمي؛ تُصوِّت لجنة التراث العالمي على اختيار الموقع، شرط أن يكون مستوفيا لواحد من الشروط العشرة على الأقل. وقد أقر المؤتمر العام لليونسكو في دورته السابعة عشرة بباريس في 16 نوفمبر 1972 الاتفاقية المتعلقة بحماية التراث العالمي الثقافي والطبيعي. كما تنقسم هذه القائمة إلى قائمة رئيسيّة وقائمة إرشاديّة مؤقّتة.
توجد في اليمن خمسة مواقع ضمن قائمة مواقع التراث العالمي، أُدرِج أول موقع وهو مدينة شبام القديمة وسورها في عام 1982 تلاه مدينة صنعاء القديمة عام 1986 تبعها حاضرة زبيد التاريخية عام 1993 وجميعها ضمن الفئة الثقافية. في عام 2008 تم إدراج أرخبيل سقطرى في قائمة مواقع التراث في الفئة الطبيعية. أخيراً، في 2023 أدرجت اليونسكو معالم مملكة سبأ القديمة بمحافظة مأرب ضمن قائمة التراث العالمي. بالإضافة إلى ذلك، تضم القائمة الإرشادية المؤقتة لمواقع التراث العالمي تسعة مواقع.

## تاريخ
أنضم اليمن إلى اليونسكو في 2 أبريل 1962، وصادق على اتفاقية حماية التراث العالمي الثقافي والطبيعي (1972) في 7 أكتوبر 1980، مما جعله مؤهلاً لإدراج مواقعه التاريخية على القائمة. كانت البلاد عضواً في لجنة التراث العالمي في الأعوام 1985-1991. ويغطّيها مكتب اليونسكو في القاهرة.
أدرجت اليونسكو حاضرة زبيد التاريخية على قائمة مواقع التراث العالمي المعرضة للخطر في العام 2000، بسبب التهديدات المتعلقة بالتنمية. ونتيجةً للحرب الأهلية المستمرة صنفت مدينة شبام وصنعاء القديمة ومعالم مأرب بأنها مُعرَّضَة للخطر.

## القائمة
قائمة مواقع التراث العالمي في اليمن مُرَتَّبَة حسب تاريخ إدراجها في قائمة مواقع التراث العالمي:
| الصورة | الاسم                     | الموقع                                                       | المعايير            | الرقم | سنة التسجيل | ملاحظات |
| ------ | ------------------------- | ------------------------------------------------------------ | ------------------- | ----- | ----------- | --- |
|        | مدينة شبام القديمة وسورها | محافظة حضرموت 15°55′37″N 48°37′36″E / 15.92694°N 48.62667°E  | ثقافي: (iii)(iv)(v) | 192   | 1982        | تعود مباني المدينة إلى القرن السادس عشر الميلادي وتعد إحدى أقدم النماذج للتنظيم المدني الدقيق المرتكز على مبدأ البناء المرتفع حيث أنها تحتوي على مباني برجية شاهقة منبثقة من الصخور. واعتبرت مهددة بالخطر في 2015. |
|        | مدينة صنعاء القديمة       | صنعاء 15°21′20″N 44°12′29″E / 15.35556°N 44.20806°E          | ثقافي: (iv)(v)(vi)  | 385   | 1986        | بنيت صنعاء في واد جبلي يرتفع 2200 متر وأصبحت مأهولة بالسكان منذ أكثر من 2500 سنة. في القرن الأول للميلاد أصبحت عاصمة مؤقتة لمملكة سبأ وتحولت المدينة في القرنين السابع والثامن الى مركز هام لنشر الإسلام، فحافظت على تراث ديني وسياسي يتجلى في 106 مساجد و21 حماماً و6500 منزل تعود الى ما قبل القرن الحادي عشر. أما المساكن البرجية المتعددة الطبقات ومنازل الآجر القديمة فتزيد الموقع جمالاً. واعتبرت مهددة بالخطر في 2015. |
|        | حاضرة زبيد التاريخية      | محافظة الحديدة 14°11′53″N 43°19′48″E / 14.19806°N 43.33000°E | ثقافي: (ii)(iv)(vi) | 611   | 1993        | تشكل المدينة موقعاً ذا أهمية أثرية وتاريخية استثنائية، بفضل هندستها المحلية والعسكرية وتخطيطها المدني. وبالإضافة إلى أنها كانت عاصمة اليمن من القرن الثالث عشر إلى القرن الخامس عشر، اتسمت زبيد بأهمية جمة في العالم العربي والإسلامي طيلة قرون من الزمن بفضل جامعتها الإسلامية. واعتبرت مهددة بالخطر في 2000. |
|        | أرخبيل سقطرى              | محافظة أرخبيل سقطرى 12°30′N 53°50′E / 12.500°N 53.833°E      | طبيعي: (x)          | 1263  | 2008        | أرخبيل مكون من أربع جزر في شمال غرب المحيط الهندي، بالقرب من خليج عدن. يتمتع الموقع بأهمية عالمية بسبب تنوعه البيولوجي مع نباتات وحيوانات غنية ومتميزة: 37٪ من 825 نوعًا من النباتات في سقطرى و90٪ من أنواع الزواحف و95٪ من أنواع الحلزون البري لا توجد في أي مكان آخر في العالم. توفر الجزر أيضاً ملاذاَ لمجموعات كبيرة من الطيور البرية والبحرية على مستوى العالم (192 نوعًا من الطيور، 44 منها تتكاثر في الجزر بينما 85 مهاجرة منتظمة)، بما في ذلك عدد من الأنواع المهددة بالانقراض. كما أن الحياة البحرية في سقطرى شديدة التنوع، حيث يوجد 253 نوعًا من الشعاب المرجانية، و730 نوعًا من الأسماك الساحلية، و300 نوعًا من سرطان البحر والروبيان. |
|        | معالم مملكة سبأ - مأرب    | محافظة مأرب 15°42′6″N 45°34′31″E / 15.70167°N 45.57528°E     | ثقافي: (iii)(iv)    | 1700  | 2023        | معالم مملكة سبأ هي مواقع أثرية قديمة من حضارة مملكة سبأ الغنية التي اشتهرت بإنجازاتها المعمارية والجمالية والتكنولوجية منذ الألفية الأولى قبل الميلاد وحتى وصول الإسلام. المعالم شاهدة على الإدارة المركزية المعقدة للمملكة عندما سيطرت على جزء كبير من طريق البخور عبر شبه الجزيرة العربية، ولعبت دورًا رئيسيًا في الشبكة الأوسع للتبادل الثقافي التي تعززها التجارة مع البحر الأبيض المتوسط وشرق إفريقيا. تقع المعالم في محافظة مأرب وتضم سبعة مواقع من في منطقة شبه قاحلة من الوديان والجبال والصحاري، وتشمل مستوطنات حضرية كبيرة مع المعابد الضخمة والأسوار والمباني الأخرى. يعكس نظام الري في مأرب القديمة براعة تكنولوجية في الهندسة الهيدرولوجية والزراعة على نطاق لا مثيل له في جنوب شبه الجزيرة العربية القديمة، مما أدى إلى إنشاء أكبر واحة قديمة من صنع الإنسان. من ضمن الآثار مدينة مأرب القديمة، ومعبد أوام ومعبد بران ومدينة صرواح القديمة. واعتبرت مهددة بالخطر في 2023. |

## القائمة الإرشادية المؤقتة
| الصورة                | الاسم                     | الموقع                                             | المعايير            | سنة التقديم | ملاحظات |
| --------------------- | ------------------------- | -------------------------------------------------- | ------------------- | ----------- | --- |
|                       | مدينة صعدة التاريخية      | محافظة صعدة 16°58′N 43°43′E / 16.967°N 43.717°E    | ثقافي: (i)(iv)(v)   | 2002        | تأسست صعدة على يد الإمام الهادي يحيى في القرن التاسع وأصبحت مهد الزيدية، وهي مدرسة روحية قوية للفكر الإسلامي في اليمن. المدينة محاطة بسور بطول 3000 متر وعرض 4 أمتار به 52 برج مراقبة و16 بوابة. يوجد في المدينة منازل متعددة الطوابق مبنية من التراب والطوب والعديد من القصور و14 مسجدًا يعود تاريخها إلى القرنين العاشر والسادس عشر. المقبرة الزيدية، الواقعة خارج الأسوار، هي الأكبر والأقدم في اليمن. |
|                       | مدينة ثُلا التاريخية       | محافظة عمران 15°36′N 45°54′E / 15.600°N 45.900°E   | ثقافي: (i)(iii)(iv) | 2002        | يعود تاريخ مدينة ثلا إلى فترة مملكة حمير، وهو ما تؤكده النقوش التي لا يزال من الممكن رؤيتها على الصخور. هذه المدينة المحفوظة جيدًا محاطة بسور سليم مبني عند سفح منحدر من الحجر الرملي الوردي. تصطف المنازل المكونة من ثلاثة إلى خمسة طوابق مقابل بعضها البعض ولا تترك سوى ممرات ضيقة حيث يمكنك الاستمتاع بالواجهات الحجرية المغرة والمنحوتات ذات الأشكال اللانهائية. تكمل البوابات المتينة والمساجد والمقابر وقصر الإمام السابق والبرك والحمامات وسوق الحرفيين هذه المدينة التي تعود إلى العصور الوسطى والتي لم تفقد أي من حيويتها. يمكن ارتقاء الجبل الذي يهيمن على المدينة ويقع أعلاه قلعة حصن الغراب عبر ممر قديم وسلالم. في قمة الجبل، أنقاض عدد قليل من المنازل حول صهاريج كبيرة يحرسها برج تذكّر بالعصور القديمة. هذه المدينة، التي يحيط بها سور بطول 2000 متر وارتفاع 5-7 أمتار وعرض 3 أمتار، به 26 برج مراقبة و9 بوابات. حوالي 600 منزل حجري، جميعها بأسلوب وتصميم متناغمين، تعطي وحدة استثنائية، تتخللها العديد من المساجد، يعود أكبرها إلى القرن الثاني عشر. |
|                       | المدرسة العامرية في رداع  | محافظة البيضاء 14°25′N 44°46′E / 14.417°N 44.767°E | ثقافي: (i)(iv)      | 2002        | يعود تاريخ مسجد ومدرسة العامرية إلى عام 1504 وهي تحفة فنية للعمارة الطاهرية في اليمن. تم تزيين المساحات الداخلية والخارجية باللوحات والجص والقداد. تم ترميم النصب في عام 1978 لاستعادة حالته الأصلية. تبلغ أبعاد هذا المبنى المستطيل 23 متراً في 40 متراً ويتكون من طابقين كبيرين. يحيط بالغرفة المركزية نقش تاريخي كبير وقوي من الجص يمتد على جميع الأقواس والقباب ويعرض أنماطًا هندسية أو نباتية وشرائط عديدة عليها نقوش قرآنية. |
|                       | مدينة جبلة وضواحيها       | محافظة إب 13°55′N 44°08′E / 13.917°N 44.133°E      | ثقافي: (ii)(iv)(v)  | 2002        | كانت جبلة عاصمة الدولة الصليحية في القرنين الحادي عشر والثاني عشر. تقع المدينة في محيط جبلي، والطريق المؤدي إليها يمر عبر حقول الذرة الرفيعة، المدرجات المحيطة بالمدينة مليئة بالعنب، وأشجار الخروب، والصبار. لا يمكن فصل المدينة عن محيطها، مما يجعلها مثالاً ممتازًا لمشهد ثقافي متكامل. تم تزيين المنازل في المدينة بأنماط من الجص والأبواب مصنوعة من الخشب المنحوت. يعود تاريخ مسجد الملكة أروى إلى عام 1088. |
|                       | جبل حراز                  | محافظة صنعاء 15°10′N 43°45′E / 15.167°N 43.750°E   | مختلط               | 2002        | لطالما كانت سلسلة الجبال هذه استراتيجية بسبب موقعها بين سهل تهامة الساحلي وصنعاء. كانت المنطقة نقطة توقف للقوافل في عهد مملكة حمير ومعقل مهم خلال عهد السلالة الصليحية في القرن الحادي عشر. يتألف المشهد الثقافي من قرى محصنة على المنحدرات الجبلية ومدرجات على المنحدرات تستخدم لزراعة البرسيم والدخن والقهوة ومحاصيل أخرى. تشمل المستوطنات مناخة والهجرين التي يعود تاريخها إلى القرن الثاني عشر. |
|                       | جبل برع                   | محافظة الحديدة 14°55′N 43°25′E / 14.917°N 43.417°E | مختلط               | 2002        | الوجه الغربي للجبل غير مطور ومغطى بالنباتات الاستوائية الكثيفة لدرجة يصعب الوصول إليها. من المحتمل أن تكون بقايا غابات بدائية اختفت منذ آلاف السنين. هناك تستطيع أن ترى كل أنواع النباتات. ينمو الموز في المستويات السفلية، والقهوة في المنتصف، والقمح الصلب على ارتفاعات أعلى. تنتشر في الجانب الشرقي للجبل العديد من القرى. لدى الناس في هذا الجانب عاداتهم وملابسهم المختلفة عن المناطق الأخرى. المجتمعات الجبلية البعيدة عن محاور الاتصال الرئيسية لا تزال تحافظ على خصائصها. هناك خمس مناطق نباتية تمتد على أكثر من 2000 متر، هذا المناخ الحيوي هو موطن لأنواع مختلفة من الأشجار (30) والشجيرات (40)، وكذلك الحيوانات البرية (10) والزواحف (12) وعدد كبير من الطيور المحلية (50+) والمهاجرة (30) وغيرها. |
|                       | منطقة بلحاف/بروم الساحلية | محافظة شبوة 14°15′N 48°37′E / 14.250°N 48.617°E    | مختلط               | 2002        | بلحاف هي واحة بين الكثبان الرملية على الشاطئ، تنتشر فيها أشجار النخيل بين الرمال البيضاء. ويوجد أعلى التل حصن الغراب به آثار قديمة وبركان خامد في فوهته بركة بمياه فيروزية. يؤدي طريق الكورنيش الساحلي إلى بروم وهو ميناء صيد نموذجي له ماض مجيد، القرية محاطة بأفران الجبس لصيد الأسماك. بالإضافة إلى قنا، وهي ميناء رئيسي لطريق تجارة البخور منذ فترة مملكة حضرموت القديمة. |
|                       | محمية حوف                 | محافظة المهرة 16°39′N 52°57′E / 16.650°N 52.950°E  | طبيعي: (vii)(x)     | 2002        | وصفت المنطقة بأنها مركز تنوع نباتي و"واحة ضباب" في شبه الجزيرة العربية. المنطقة مغطاة بالأشجار كما أنها موطن للعديد من أنواع الحيوانات. ترجع التهديدات الحالية بشكل رئيسي إلى الزيادة السريعة في عدد السكان في المنطقة وعدم وجود فرص دخل بديلة باستثناء التوسع والتكثيف في الزراعة وتربية الحيوانات في المنطقة نفسها. |
| Two camels on a beach | محمية شرمة/جثمون          | محافظة حضرموت 14°15′N 48°37′E / 14.250°N 48.617°E  | طبيعي               | 2002        | تقع المنطقة الساحلية على بعد 54 كم شرق المكلا ولها بوابتان. الهندسة المعمارية للجزء القديم من المدينة هي مزيج من التقنيات اليمنية والعربية والهندوسية. تم إدراج هذه المدينة في قائمة المواقع السياحية بفضل قرية بدا التي تضم حمامات الينابيع الساخنة. كل عام، تأتي آلاف السلاحف لتصنع أعشاشها وتضع بيضها على سواحل المنطقة. |

## خريطة المواقع
| مأرب شبام صنعاء زبيد أرخبيل سقطرى صعدة ثلاء المدرسة العامرية جبلة جبل حراز جبل برع بلحاف حوف شرمة - جثمون مواقع التراث العالمي في اليمن. مواقع مسجلة ضمن التراث العالمي · مواقع على القائمة المؤقتة |

## وصلات خارجية
- (بالعربية) قائمة التراث العالمي - الموقع الرسمي.